# Jairo Aguiar
Jairo Aguiar (João Pessoa, Paraíba, 11 de septiembre de 1937-2 de julio de 2016) fue un cantante brasileño de los años cincuenta. Grabó innumerables discos. 
Durante años presentó el Baile de Carnaval da Cinelândia, Río de Janeiro, cantando marchas y frevos de carnaval.
- Datos: Q10304995